# بونغ إسكوبال
بونغ إسكوبال مواليد 7 يوليو 1985 في دافاو، الفلبين، هو لاعب كرة سلة فلبيني سابق. بدأ مسيرته الاحترافية في سنة 2008. اعتزل اللعب في 2012.

## المسيرة الاحترافية
لعب مع تي إن تي كاتروبا من سنة 2008 إلى 2010، ثم لعب مع ميرالكو بولتز في موسم 2010–2011، ثم لعب مع ستار هوتشوتز في سنة 2011.